# Tati Siding
Tati Siding est une ville du Botswana.